# Chloropsis jerdoni
Il fogliarolo di Jerdon (Chloropsis jerdoni (Blyth, 1844)) è un uccello passeriforme della famiglia dei Chloropseidae.

## Etimologia
Il nome scientifico della specie, jerdoni, rappresenta un omaggio a Thomas Caverhill Jerdon, che ne raccolse gli esemplari utilizzati in seguito per la descrizione scientifica.

## Descrizione

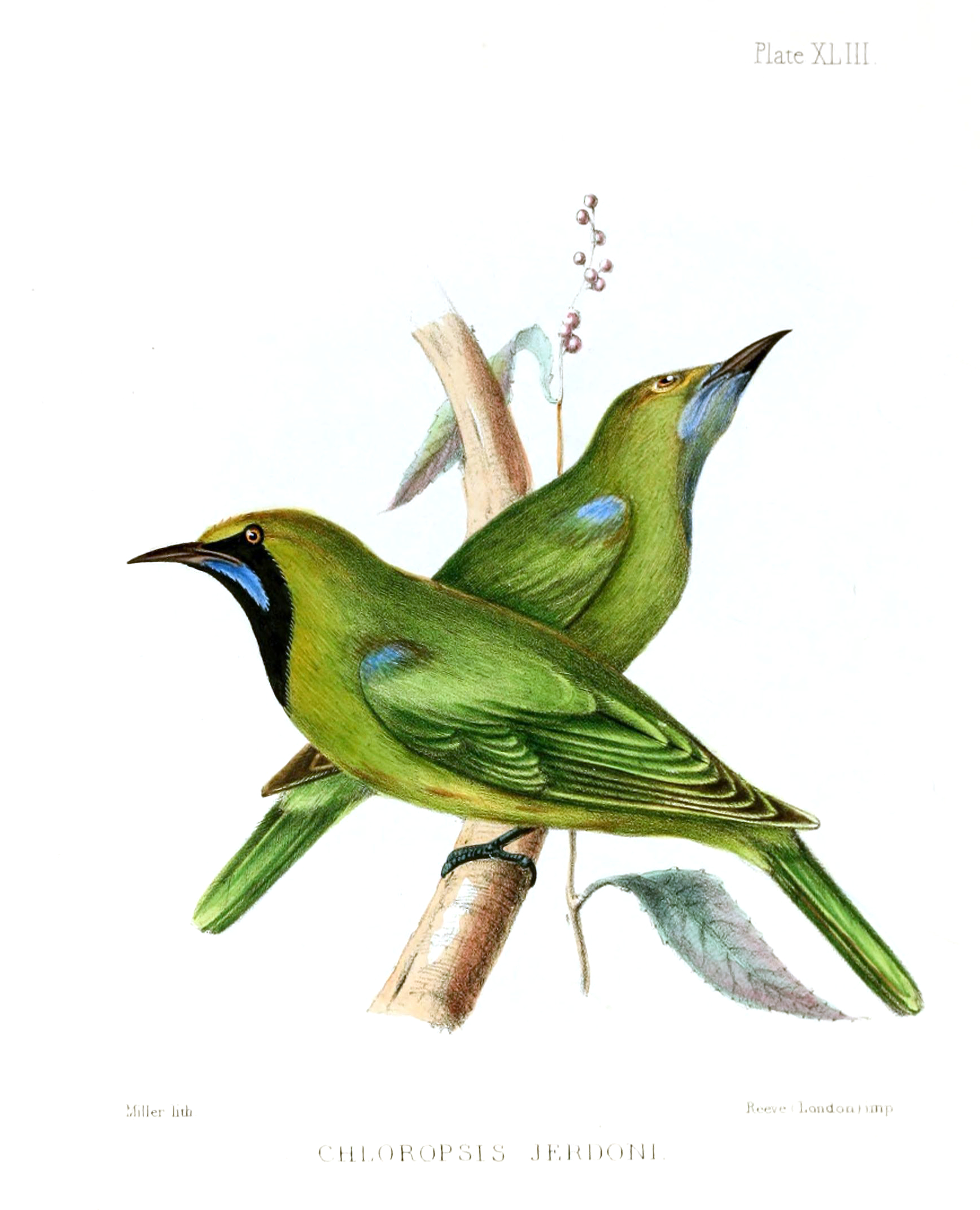
Coppia (maschio in primo piano) in illustrazione del 1847.

### Dimensioni
Misura 16,7-18,4 cm di lunghezza.

### Aspetto
Si tratta di uccelli dall'aspetto robusto, muniti di becco conico e allungato, ali arrotondate, coda dall'estremità squadrata e zampe forti.
Il piumaggio presenta dimorfismo sessuale evidente: sebbene la livrea di ambedue i sessi sia in massima parte di color verde erba, con area scapolare azzurra e mustacchio di colore blu, nel maschio è presente una mascherina facciale nera che va dai lati del becco agli occhi e da qui alla gola (circondando di fatto il suddetto mustacchio), del tutto assente nella femmina, che presenta invece sfumature azzurre alla base del becco e cerchio perioculare giallino. Nei maschi, inoltre, la fronte e l'area attorno alla mascherina sono sfumate di giallo, così come (sebbene in maniera minore) i fianchi e il petto, mentre nella femmina delle lievissime sfumature di giallo possono essere presenti solo nell'area cefalica.
In ambedue i sessi il becco e le zampe sono nerastri, mentre gli occhi sono di colore bruno scuro.

## Biologia

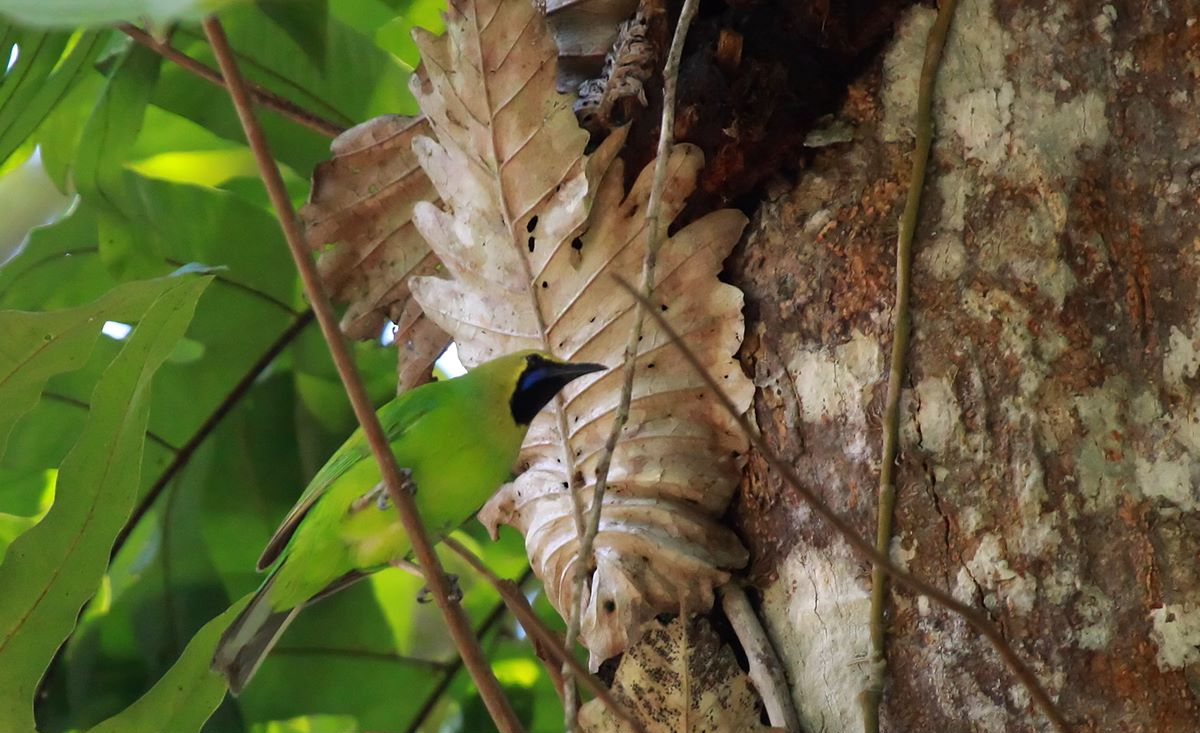
Maschio in Sri Lanka.

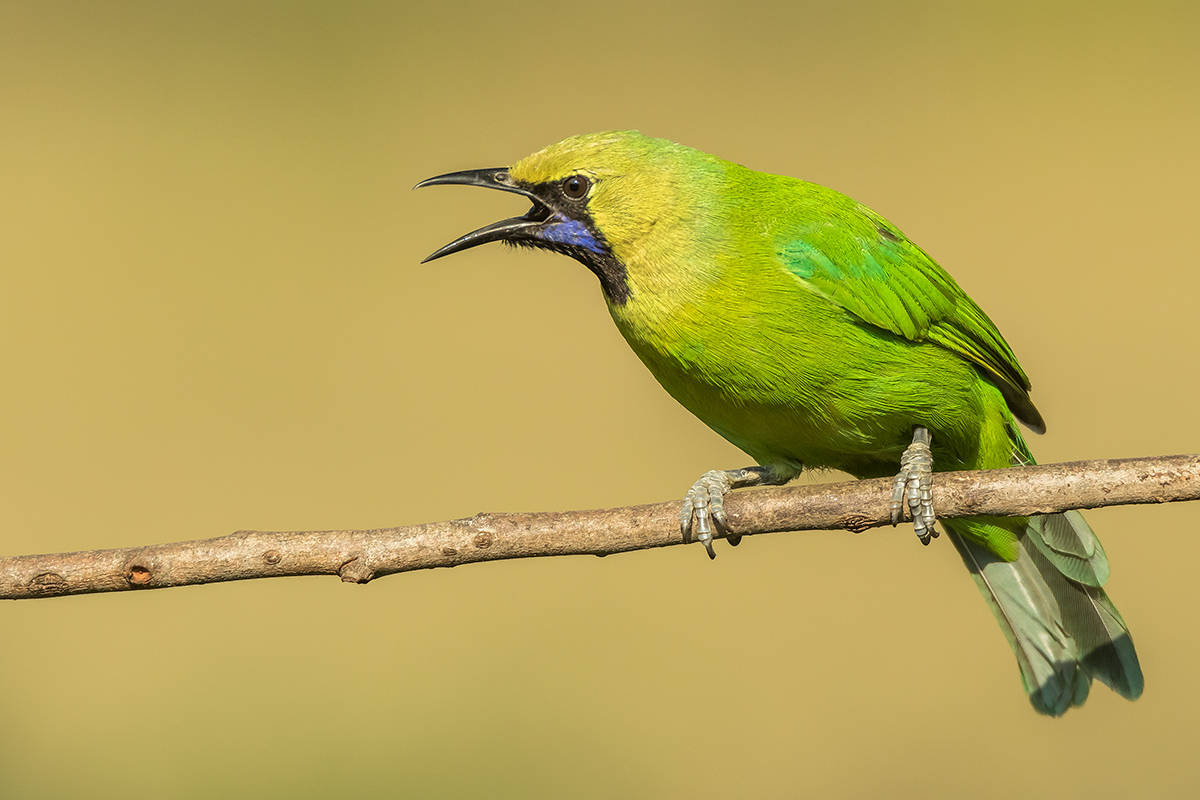
Maschio canta a Bangalore.

Si tratta di uccelli dalle abitudini di vita essenzialmente diurne, che vivono da soli per gran parte dell'anno, meno che durante la stagione degli amori, quando si formano le coppie, che rimangono molto unite per tutto il periodo riproduttivo, portando con sé per un breve periodo i giovani non ancora del tutto indipendenti.

Il fogliarolo di Jerdon è un abitante della canopia, nella quale, a dispetto della colorazione vivace, risulta piuttosto difficile da avvistare, in virtù della colorazione mimetica.
Il richiamo di questi uccelli è piuttosto vario ed alterna suoni fischianti o zufolanti piuttosto musicali ad aspri gracchi.

### Alimentazione

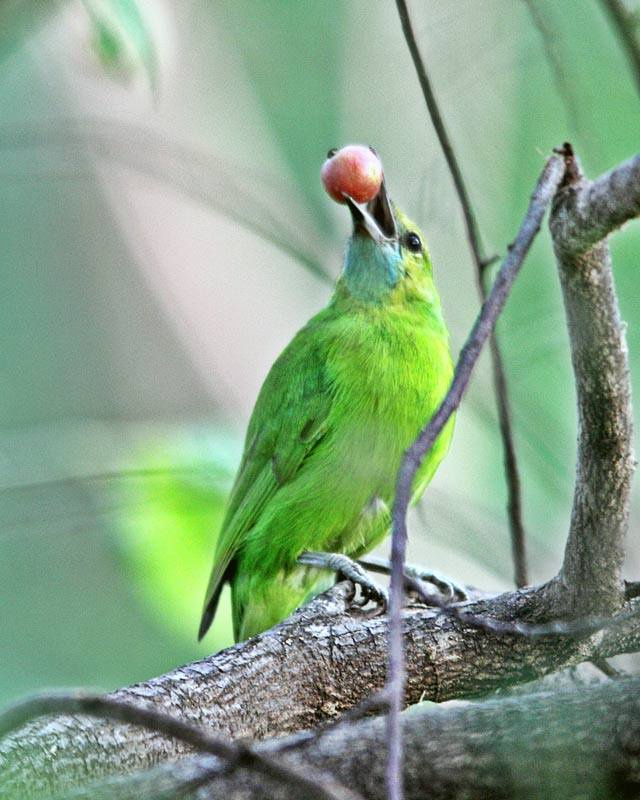
Femmina si alimenta in Sri Lanka.

Il fogliarolo di Jerdon è un uccello onnivoro e piuttosto generalista, che si nutre indifferentemente a seconda della reperibilità di frutta, bacche o insetti, larve ed invertebrati di piccola taglia, reperendo il cibo fra il fogliame della volta arborea.

### Riproduzione
Sebbene questi uccelli siano in grado di riprodursi durante tutto l'arco dell'anno, il picco delle deposizioni si ha fra marzo e settembre nel nord dell'areale e fra novembre e maggio nl sud: si tratta di uccelli monogami, con le coppie che restano molto unite durante la stagione degli amori, salvo poi separarsi nella maggioranza dei casi.
La femmina si occupa di costruire il nido (a coppa, appeso alla punta di un ramo, edificato con rametti e fibre vegetali) e di covare per circa due settimane le 2-3 uova che depone al suo interno: dopo la schiusa, il maschio (che nel frattempo è rimasto nei pressi del nido, occupandosi di tenere a bada i dintorni e di nutrire la femmina intenta alla cova) affianca la partner nell'imbeccare e accudire i nidiacei, i quali, ciechi ed implumi alla nascita, divengono i ngrado d'involarsi attorno alle tre settimane di vita, pur rimanendo coi genitori ancora per un periodo di tempo simile, prima di allontanarsene in maniera definitiva e disperdersi.

## Distribuzione e habitat

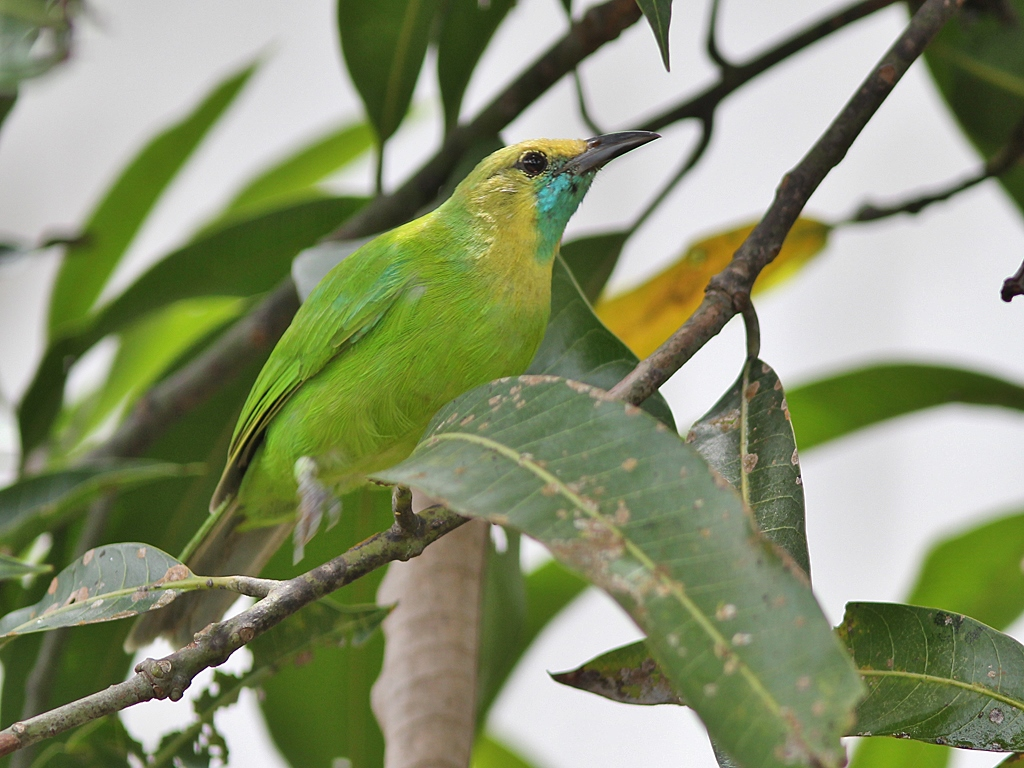
Femmina a Kannur.

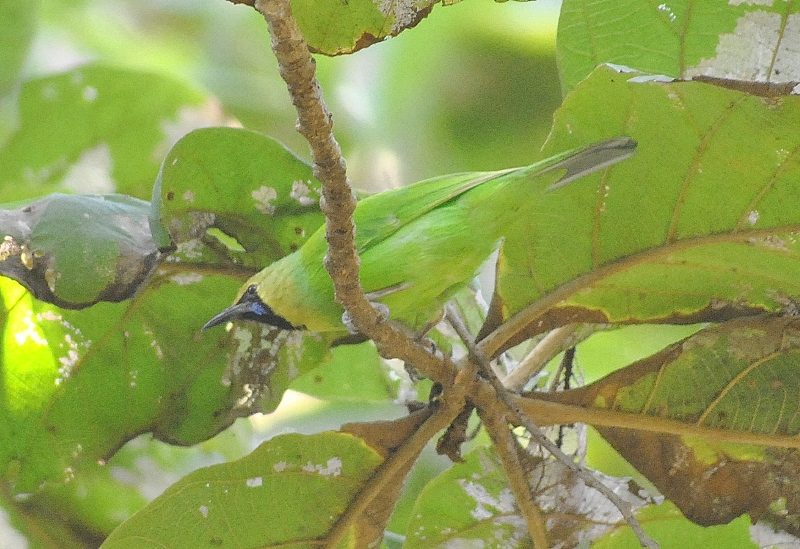
Maschio ad Ankola.

Il fogliarolo di Jerdon è diffuso nel sud del subcontinente indiano, occupando un areale che va dalle sponde orientali del golfo di Cambay (nel sud-est del Gujarat) all'Uttar Pradesh centrale, ad est fino al Bihar e al Bengala Occidentale, a sud fino a Capo Comorin e allo Sri Lanka.
L'habitat di questi uccelli è rappresentato dalla foresta aperta, generalmente secondaria: essi colonizzano inoltre senza grossi problemi anche i giardini e i parchi suburbani, le piantagioni di alberi da frutto, i palmeti ed i viali alberati.

## Tassonomia
A lungo considerato una sottospecie del fogliarolo aliazzurre, col nome di C. cochinchinensis jerdoni, il fogliarolo di Jerdon è stato elevato al rango di specie a sé stante.
Sebbene le popolazioni del nord dell'areale sembrino psosedere ali mediamente più lunghe e piumaggio lievemente più sfumato di giallo rispetto a quelle meridionali, ciò non viene ritenuto sufficiente dagli studiosi per dividere la specie in più sottospecie, considerandola pertanto monotipica.